# Миранда, Херардо
Херардо Миранда Консепсьон, более известный как Херардо (исп. Gerardo Miranda Concepción; род. 16 ноября 1956, Нуакшот) — испанский футболист, правый защитник.

## Карьера
На протяжении карьеры выступал за два испанских клуба — «Лас-Пальмас» и «Барселону». Наиболее успешным для него стал сезон 1984/85, в котором он сыграл 28 матчей и забил три мяча, став чемпионом страны.
Сыграл девять матчей за сборную Испании, но к участию в крупных турнирах не привлекался.

## Достижения
Барселона:
- Чемпион Испании: 1984/85
- Обладатель Кубка Испании: 1982/83, 1987/88
- Обладатель Кубка Лиги: 1983, 1986
- Обладатель Кубка кубков: 1981/82